# Бонч, Вирджиния
Вирджиния Бонч (рум. Virginia Bonci; 5 января 1949, Pielești, Долж — 9 ноября 2020, Бухарест), в замужестве Йоан (рум. Ioan) — румынская легкоатлетка, специалистка по прыжкам в высоту. Выступала за сборную Румынии по лёгкой атлетике в 1968—1975 годах, победительница Всемирной Универсиады, обладательница серебряной медали Европейских легкоатлетических игр в помещении, многократная чемпионка Балкан и Румынии, участница летних Олимпийских игр в Мехико.

## Биография
Вирджиния Бонч родилась 5 января 1949 года в коммуне Пилешти, жудец Долж. Занималась лёгкой атлетикой в Бухаресте, проходила подготовку в столичном клубе «Рапид».
Первого серьёзного успеха в лёгкой атлетике на международном уровне добилась в сезоне 1968 года, когда вошла в состав румынской сборной и выступила на Европейских легкоатлетических играх в помещении в Мадриде, где с результатом 1,76 выиграла серебряную медаль в зачёте прыжков в высоту, уступив только восточногерманской прыгунье Рите Кирст. Позднее стала чемпионкой Балкан в той же дисциплине. Благодаря череде успешных выступлений удостоилась права защищать честь страны на летних Олимпийских играх в Мехико — в ходе предварительного квалификационного этапа взяла высоту в 1,65 метра, чего оказалось недостаточно для выхода в финал.
В 1969 году участвовала в чемпионате Европы в Афинах, в финал не вышла.
В 1973 году вновь стала чемпионкой Балкан. Будучи студенткой, представляла Румынию на Всемирной Универсиаде в Москве, где в итоге превзошла всех соперниц и завоевала золото. Позднее также была третьей на Кубке мира в Эдинбурге.
В 1974 году закрыла десятку сильнейших на чемпионате Европы в помещении в Гётеборге, заняла 12-е место на чемпионате Европы в Риме. На домашнем турнире в Бухаресте победила с личным рекордом — 1,92 метра (второй результат мирового сезона после 1,95 Розмари Вичас).
В 1975 году в третий раз завоевала титул чемпионки Балкан в прыжках в высоту, показала третий результат на Кубке Европы в Ницце, 12-й результат на Всемирной Универсиаде в Риме.
Впоследствии больше не показывала сколько-нибудь значимых результатов в лёгкой атлетике на международной арене.
Муж Шербан Йоан — так же известный прыгун в высоту, член сборной Румынии на многих международных соревнованиях.
Умерла 9 ноября 2020 года в Бухаресте в возрасте 71 года.